# Psarolepis
Psarolepis romeri
Genre
Espèce
Psarolepis est un genre éteint de poissons osseux ayant vécu entre la fin du Silurien et au début du Dévonien, il y a environ entre 418 et 397 Ma (millions d'années) et auquel une seule espèce est rattachée : Psarolepis romeri.

## Systématique
On ne sait pas avec certitude à quel groupe Psarolepis appartient, mais les paléontologues conviennent qu'il s'agit probablement d'un genre basal et qu'il semble être proche de l'ancêtre commun des poissons à nageoires charnues et de ceux à nageoires rayonnées. Cependant, en 2001, le paléontologue John A. Long l'a comparé aux Onychodontiformes et fait référence à leurs relations. Sa conclusion est que la nature primitive de Psarolepis et Onychodus en tant qu'ostéichtyens basaux n'est remise en question par aucune étude récente sur les relations entre les ostéichtyens basaux. Et que par ailleurs Psarolepis et Onychodus se situent en dehors du clade majeur constitué par le groupe-couronne des sarcoptérygiens, mais à une position plus dérivée (i.e. qu'ils sont plus évolués ou spécialisés par rapport à un ancêtre commun plus lointain) que les actinoptérygiens.

## Découverte
Ses fossiles ont été retrouvés en Chine en 1981 et 1984 dans des strates datées du Dévonien inférieur, à environ 10 km au nord-ouest de la ville de Qujing (province orientale du Yunnan, Chine). Les spécimens ont été trouvés dans le même calcaire argileux que Youngolepis et Diabolepis, mais à un horizon légèrement inférieur (50 m). La description formelle par la paléontologue Xiaobo Yu (en) date de 1998.

## Description
D'après la description dans l'article de Yu, ce genre présente de nombreuses caractéristiques semblables à celles des porolépiformes, couramment utilisées pour les distinguer des ostéolépiformes, telles qu'une cavité internasale bien développée, un parasphénoïde ne faisant pas saillie vers l'avant jusqu'à la région ethmoïdale, une zone vomérienne de forme rectangulaire ne se rejoignant pas à la ligne médiane, une partie dorsale de la paroi interorbitaire large et un tectum orbital bien développé, une surface externe de la mâchoire inférieure avec trois grandes fosses, et des plaques parasymphysiales bien développées à l'extrémité antérieure de la mâchoire inférieure. Il partage également certaines caractéristiques avec Powichthys, Youngolepis et Diabolepis, absentes chez les porolépiformes typiques.
Toujours selon Yu, parmi les caractéristiques uniques de cette nouvelle forme il y a l'absence totale d'ouverture endosquelettique ventrale ou ventro-latérale de la cavité nasale, une région sphénoïdale extrêmement courte, la présence d'un pilier postorbital flanquant la paroi crânienne latérale, un canal sensoriel supraorbitaire n'atteignant pas la partie antérieure du museau, une dent rostrale médiane faisant partie de la marge supérieure de la mâchoire supérieure, et une mâchoire inférieure avec cinq coronoïdes.